# چنین چیزی نیست (فیلم)
چنین چیزی نیست (ایسلندی: Skrímsli) فیلمی در ژانر کمدی رمانتیک، رمانتیک، ترسناک، و کمدی-درام به کارگردانی هال هارتلی است که در سال ۲۰۰۱ منتشر شد. فیلم داستان بئاتریس خبرنگاری را روایت می‌کند که نامزدش را هیولایی در ایسلند می‌کشد. این فیلم برای اولین بار در بخش نگاهی نو جشنواره فیلم کن ۲۰۰۱ به نمایش درآمد..

## بازیگران
- سارا پلی
- هلن میرن
- جولی کریستی
- رابرت جان برک
- بالتاسار کورماکور
- ثروشتور لئو گونارسون